# Vinaròs Club de Futbol
El Vinaròs Club de Fútbol, és un club de futbol de la ciutat de Vinaròs, al Baix Maestrat, País Valencià. Va ser fundat en 1920 i després de desaparéixer en 1951 va ser refundat en 1965. Actualment juga en Regional Preferent.

## Estadi
El Vinaròs CF disputa els seus partits al camp de la Ciutat Esportiva des de 2010. Anteriorment jugava al Camp d'Esports Cervol.

## Estadístiques
- 2 temporades en segona divisió B
- 19 temporades en tercera divisió
- Millor posició en lliga: 12é (segona divisió B, temporada 77-78)
- 9 participacions en Copa del Rei